# Рогачова Олена Іванівна
 Рогачова Олена Іванівна (нар. 21 жовтня 1937, Харків) — доктор фізико-математичних наук, професор кафедри теоретичної та експериментальної фізики Національного технічного університету «Харківський політехнічний інститут», керівник лабораторії фізики напівпровідників і напівпровідникового матеріалознавства, академік Міжнародної термоелектричної академії (2015).

## Життєпис
Олена Іванівна Рогачова народилася 21 жовтня 1937 р. у Харкові. До першого класу школи пішла в м. Кемерово, школу закінчила у Харкові з медаллю. У 1954 році вступила на інженерно-фізичний факультет Харківського політехнічного інституту на спеціальність «Фізика металів».

## Професійна діяльність
- 1969-1966 — аспірант науково-дослідного інституту основної хімії;
- 1967-дотепер — працівник у Національному технічному університеті «Харківський політехнічний інститут»;
- 1968 — захист кандидатської дисертації «Фізика твердого тіла»;
- 1990 — захист докторської дисертації «Фізика напівпровідників та діелектриків»;
- 1992 — присвоєно вчене звання професор кафедри теоретичної та експериментальної фізики Національного технічного університету «Харківський політехнічний інститут».

## Звання та нагороди
- 1993 — грант Міжнародного наукового фонду,

- 1993 — премія Міжнародної науково-освітньої програми,

- 2005 — пам'ятна медаль Фонду CRDF і почесна грамота Міністерства освіти і науки України за суттєвий внесок в розвиток міжнародного співробітництва між Україною та США,

- 2008 — Премія «Інтелект Харкова» ім. Палатника Л.С. в області фізики

- 2009 — Почесна грамота Міжнародної Академії термоелектрики,

- 2010 — нагрудний знак «За наукові досягнення» МОН України,

- 2013 — обласна іменна стипендія в галузі фізики і астрономії імені К. Д. Синельникова,

- 2015 — Орден княгині Ольги III ступеня[1].

## Наукова, педагогічна та навчально-методична робота
Олена Іванівна Рогачова керівник лабораторії фізики напівпровідників і напівпровідникового матеріалознавства Національного технічного університету «Харківський політехнічний інститут». Написала дві монографії, понад 270 наукових праць у вітчизняних і міжнародних журналах. Учасниця близько 300 наукових конференціях у Японії, Австралії, Бразилії, США, Південній Кореї, Китаї та багатьох європейських країнах.
Під керівництвом Олени Іванівни підготовлено 11 аспірантів, одержано 3 гранти Державного фонду фундаментальних досліджень України спільно з Національним Науковим Фондом США та 5 грантів за міжнародними проектами. У колаборації з науковцями Массачусетського технологічного інституту досліджує фізичні основи створення наноматеріалів для термоелектричних перетворювачів енергії.
Була членом спеціалізованої вченої ради Д.64.160.01 із захисту дисертацій за спеціальністю «Фізика напівпровідників та діелектриків», секції з напівпровідникового матеріалознавства Наукової Ради НАН України, редколегії журналу «Термоелектрика» (англ. Journal of Thermoelectricity).
Основні напрями досліджень:
- фізика напівпровідникових фаз змінного складу,
- розмірні ефекти у наноструктурах,
- термоелектричне матеріалознавство,

- нестехіометрія,
- домішки у напівпровідниках[4].